# Ergotelis de Hímera
Ergotelis (en griego antiguo: Ἐργοτέλης) o Ergoteles fue un corredor de los Juegos Olímpicos de la Antigüedad, reconocido por haber ganado seis veces la carrera de dólico en los Juegos Panhelénicos.
Nacido en Cnosos, Creta, tuvo que emigrar debido a una stasis, una guerra civil dentro de la polis. Se mudó a Sicilia y se hizo ciudadano de la polis de Hímera. Ganó en la competencia de dólico, una carrera de cerca de 4.8 kilómetros, en los Juegos Olímpicos del año 472 a. C. y nuevamente en los de 464 a. C. También ganó dos veces en la misma disciplina en los Juegos Píticos y otras dos veces en los Juegos Ístmicos.
En la ciudad de Olimpia se encuentra un epigrama de cuatro líneas escrito aproximadamente en el año 450 a. C. para conmemorar las seis victorias de Ergotelis. También, en la misma ciudad, fue descubierta en 1953 la base de una estatua suya, descrita por Pausanias. El poeta Píndaro escribió en su honor un epinicio, un himno breve.
El equipo griego de futbol Ergotelis de Creta fue nombrado en su honor, así como el club deportivo Ergotelis, al cual pertenece el equipo. Ambos están asentados en la región de Heraclión, que abarca a la ciudad de Cnosos, de la cual es oriundo Ergotelis.